# Valeriano Marquina Merino
Valeriano Marquina Merino (n. 1911) fue un político y militar español.

## Biografía
Nació en la localidad vizcaína de Valmaseda en 1911. Minero de profesión, con posterioridad se afilió al Partido Comunista de España (PCE) y llegaría ser instructor en las Milicias Antifascistas Obreras y Campesinas (MAOC). Participó en los preparativos de la revolución de octubre de 1934.
Al estallido de la Guerra civil se encontraba en Madrid, convirtiéndose en comisario político de la columna de «El Campesino» en el frente de Somosierra. Posteriormente se trasladó a Vizcaya, donde se convirtió en jefe de Estado Mayor de la 3.ª División vasca —luego reconvertida en la 50.ª División—. Tras la caída del frente Norte regresó a la zona centro-sur, reintegrándose en el Ejército republicano. Llegó a tomar parte en los combates de Santander y Asturias. A finales de 1937 participó en la batalla de Teruel, dirigiendo el asedio de las fuerzas franquistas que estaban cercadas. Posteriormente mandó la 6.ª División, llegando a participar en la batalla de Valsequillo.
Al final de la contienda fue hecho prisionero por los franquistas, siendo internado en el campo de concentración de Albatera, cerca de Alicante. Lograría escapar del campo, llegando hasta Francia. Fue internado en el campo de concentración de Gurs, del cual lograría salir gracias a gestiones realizadas en su favor.
Con posteriorioridad embarcó en un buque que le llevó a la República Dominicana, en compañía de otros exiliados.